# Gnathocera trivittata
Gnathocera trivittata är en skalbaggsart som beskrevs av Nils Samuel Swederus 1787. Gnathocera trivittata ingår i släktet Gnathocera och familjen Cetoniidae.

## Underarter
Arten delas in i följande underarter:
- G. t. moseri
- G. t. dorsodiscolor
- G. t. confinis
- G. t. costata
- G. t. aegyptiaca
- G. t. ardoini
- G. t. wittei
- G. t. uheha
- G. t. ruandana
- G. t. nyansana
- G. t. perigrina
- G. t. afzelii
- G. t. amitina

## Bildgalleri

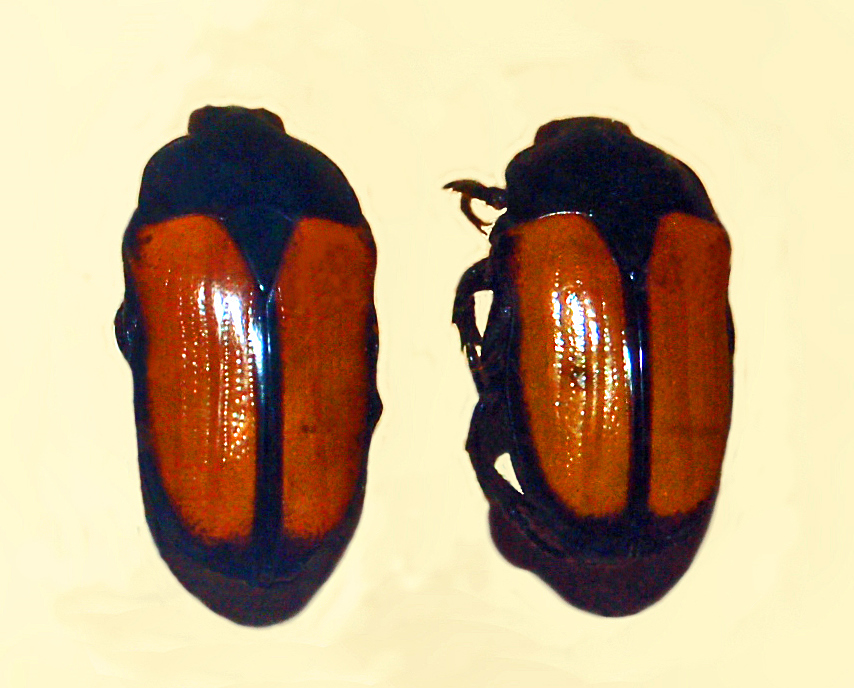